# Storån (Kalmar län)
Storån är ett vattendrag som rinner upp i Åtvidabergs kommun och når Östersjön i Västerviks kommun. Den är ett av Sveriges huvudavrinningsområden.
Storån har sin källa i Horsfjärden, en näringsfattig källsjö. Därifrån rinner Storån genom sjöarna Nären och Bysjön, förbi Åtvidaberg. Nedströms tätorten rinner ån genom ett antal grunda och näringsrika sjöar som Fallsjön och Båtsjön. Kring sjöarna finns Sveriges största sammanhängande ekskogsområde. Därefter rinner Storån meandrande genom Uknadalen, en sprickdalgång, och vidare genom Åkervristen och Storsjön till havet i den långsträckta sprickdalsviken Syrsan.
Ån benämns också Åtvids ström på en sträcka vid Åtvidaberg.